# Congregazione di Maria Santissima del Paradiso
La Congregazione fra i marinai di Maria Santissima del Paradiso è una congregazione religiosa operante a Castellammare del Golfo in provincia di Trapani. Ha sede nel centralissimo Corso Garibaldi, nella Chiesa delle Anime Sante del Purgatorio, di cui ne cura i locali e le celebrazioni dal 1741. Possiede una sepoltura gentilizia all'interno del cimitero comunale comunemente chiamata fossa marinara in siciliano.

## Storia

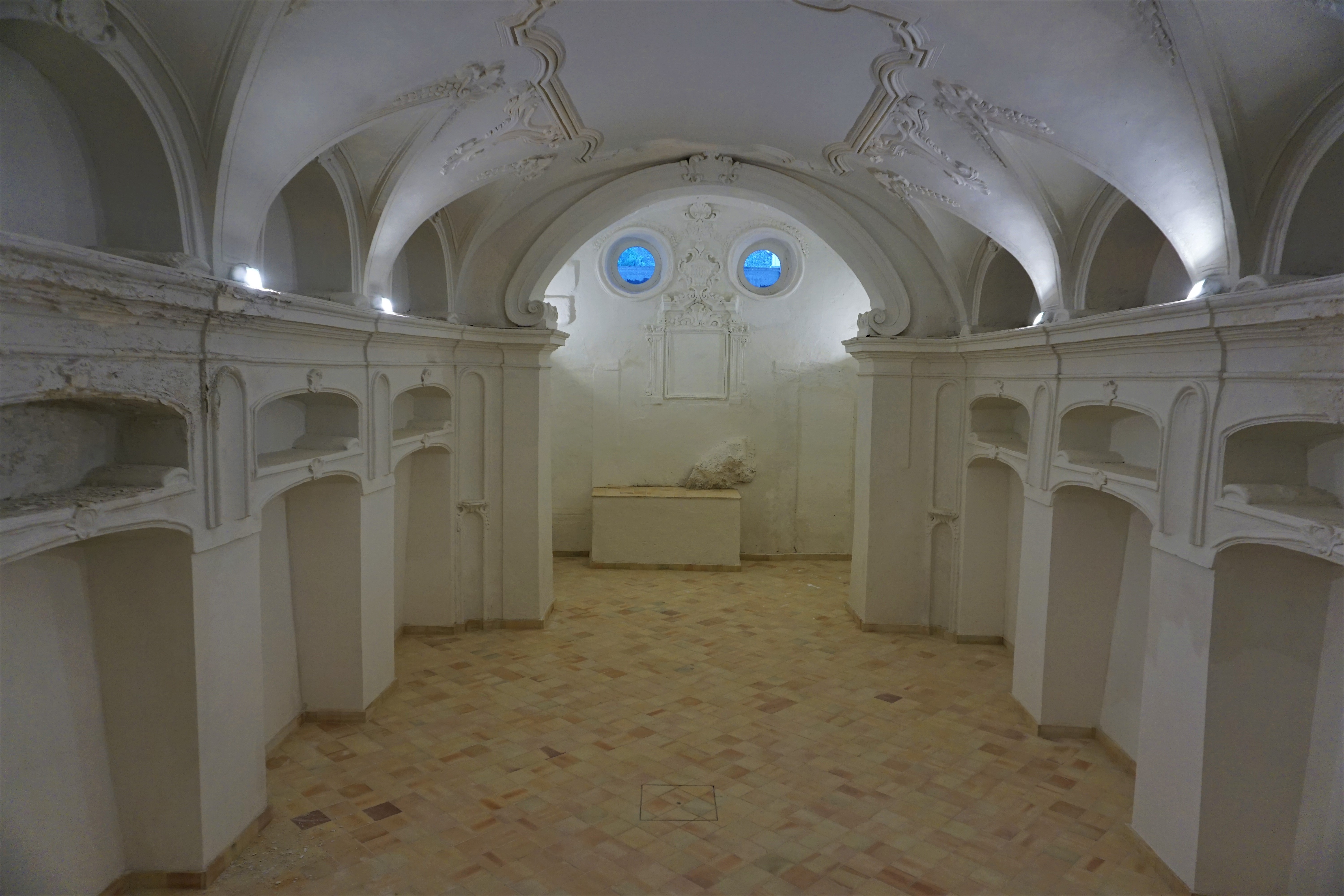
la cripta sottostante alla Chiesa del Purgatorio

La Congregazione venne istituita nel 1741 nella Chiesa del Purgatorio e venne intitolata a Maria Regina del Paradiso. È composta da marinai e retta da un superiore e due assistenti. Fu designato primo cappellano della congregazione il Sacerdote Giuseppe Carollo, già cappellano della chiesa. Nella chiesa esisteva già la congregazione delle Anime Sante del Purgatorio con gli statuti approvati dall’ordinario diocesano.
La congregazione nel 1753 fece costruire una cripta mortuaria dove poter seppellire i defunti congregati.
Successivamente, in seguito alla legislazione sui cimiteri dell’inizio del 1800, non si potette più usufruire della cripta e venne costruita una grande sepoltura all'interno del cimitero comunale. Ancora oggi la congregazione è operante e si occupa della Chiesa del Purgatorio.